# Kateřina Holubcová
Kateřina Holubcová, född den 28 juni 1976, är en tjeckisk före detta skidskytt som tävlade mellan åren 1989 och 2006.
Holubcová deltog i tre olympiska spel och hennes individuellt bästa placering är från OS 2002 i Salt Lake City då hon slutade på 19:e plats i distansloppet. Bättre gick det vid världsmästerskapen där VM 2003 i Chanty-Mansijsk blev hennes stora höjdpunkt. Holubcová vann med perfekt skytte distanstävlingen och slutade trea i sprinten. Förutom pallplaceringarna slutade hon femma i masstarten och åtta i jaktstarten. 
I världscupen blev hennes bästa placering förutom segern vid VM en andra plats i sprinttävlingen i Anterselva 2004.